# Corbeilles
Corbeilles település Franciaországban, Loiret megyében. Lakosainak száma 1579 fő (2022. január 1.). Corbeilles Bordeaux-en-Gâtinais, Auxy, Chapelon, Courtempierre, Juranville, Lorcy, Mignerette és Sceaux-du-Gâtinais községekkel határos.

## Népesség
A település népességének változása:
| Lakosok száma | 1506 | 1414 | 1452 | 1474 | 1500 | 1544 | 1544 | 1551 | 1556 | 1579 |
|               | 1968 | 1982 | 1990 | 2006 | 2013 | 2015 | 2017 | 2019 | 2020 | 2022 |